# فوديبا كيتا
فوديبا كيتا (ولد في 19 يناير 1921 في سيغيري - توفي في 27 ماي 1969 في معسكر بوارو) هو راقص ومؤلف وكاتب مسرحي وملحن ومصمم رقصات وشاعر وسياسي غيني. أسس أول فرقة مسرحية أفريقية محترفة، كما يرجع له الفضل في تأليف النشيد الوطني لغينيا المسمى «الحرية».

## مسيرته
ولد فوديبا كيتا في 19 يناير 1921 في سيغيري لأب ممرض، فدرس في «مدرسة الأساتذة ويليام بونتي» في مدينة سيبيكوتاني السنغالية حيث تخرج معلما، تابع بعدها دراسته العليا في باريس عام 1948 حيث حصل على إجازة في القانون وأثناء دراسته أسس فرقة «جاز الجنوب» (Sud Jazz). بعد عودته إلى غينيا أسس فرقة «المسرح الأفريقي» عام 1950 والتي كانت فرقة باليه ناجحة حيث قامت بجولات متعددة في إفريقيا لمدة ست سنوات، أصبحت فيما بعد شركة الرقص الوطنية في غينيا تحت اسم «فرقة الباليه الأفريقية» لتصبح واحدة من أولى شركات الرقص الوطنية الأفريقية.
في نفس السنة نشر مجموعة من القصائد الشعرية منها «القصائد الأفريقية» ثم رواية بعنوان «مدير المدرسة» عام 1952، وقصيدة «الفجر الأفريقي» عام 1957، التي تم تجسيدها من قبل فرقة الباليه لتحاكي مذبحة ثياروي من خلال شخصية شاب يُدعى نامان يخضع للحكام الاستعماريين الفرنسيين لدرجة القتال في الجيش الفرنسي لكنه يُقتل في نزاع بين جنود غرب إفريقيا والضباط البيض في مدينة ثياروي السنغالية. ومع ذلك، تم حظر أعماله في دول غرب أفريقيا الفرنسي منذ عام 1951 باعتبارها قصائد متطرفة ومناهضة للاستعمار.
سياسيا، انضم فوديبا إلى أول رئيس لغينيا أحمد سيكو توري في عام 1956. وفي يعد سنة جرى انتخابه في الجمعية الإقليمية فشغل منصب وزير الداخلية أنذاك، ثم عين وزيراً للدفاع والأمن الوطني في عام 1961، حيث كان مسؤولاً عن اكتشاف وقمع المؤامرات التي تهدد الأمن القومي خاصة بالنسبة للرئيس سيكو توري.
في عام 1969، تم اتهامه بالتآمر ضد نظام الرئيس سيكوتوري رفقة عشرات المتهمين، من بينهم وزراء وأعضاء آخرون في الحكومة ومسؤولون حكوميون كبار وضباط عسكريون ضمت إستراتيجية معقدة مكنت الحكومة من التخلص من الأفراد المزعجين سياسيًا في ذلك الوقت. فجرى القبض عليه وسجنه في معسكر بوارو الذي ساعد شخصيا في بناءه. تعرض للتعذيب والتجويع، وأعدم رميا بالرصاص دون محاكمة في 27 مايو 1969 تاركا وراءه ولدا يدعى صديقيبا كيتا.
كتب على جدران زنزانته في معسكر بوارو: «"كنت مسؤولاً عن اعتقال كل من كان من المحتمل أن يعبر عن إرادة الشعب"».

## أعماله
- 1950 - 1958 : «القصائد الأفريقية».[4]
- 1950 : المسرح الأفريقي.[4]
- 1952 :«مدير المدرسة».[4]
- 1957 : «الفجر الأفريقي».[4]
- «رجال الرقص».[19]